# Бівер-Крік (Меріленд)
Бівер-Крік (англ. Beaver Creek) — переписна місцевість (CDP) в США, в окрузі Вашингтон штату Меріленд. Населення — 461 особа (2020).

## Географія
Бівер-Крік розташований за координатами 39°34′43″ пн. ш. 77°38′52″ зх. д. / 39.57861° пн. ш. 77.64778° зх. д. (39.578563, -77.647652).  За даними Бюро перепису населення США в 2010 році переписна місцевість мала площу 1,69 км², уся площа — суходіл.

## Демографія
Згідно з переписом 2010 року, у переписній місцевості мешкала 251 особа в 97 домогосподарствах у складі 71 родини. Густота населення становила 149 осіб/км².  Було 107 помешкань (63/км²).
Расовий склад населення:
| - 91,2 % — білих - 6,4 % — чорних або афроамериканців - 0,4 % — корінних американців - 0,4 % — азіатів |

До двох чи більше рас належало 0,8 %. Частка іспаномовних становила 0,8 % від усіх жителів.
За віковим діапазоном населення розподілялося таким чином: 23,1 % — особи молодші 18 років, 59,8 % — особи у віці 18—64 років, 17,1 % — особи у віці 65 років та старші. Медіана віку мешканця становила 46,1 року. На 100 осіб жіночої статі у переписній місцевості припадало 102,4 чоловіків;  на 100 жінок у віці від 18 років та старших — 96,9 чоловіків також старших 18 років.
За межею бідності перебувало 8,5 % осіб, у тому числі 0,0 % дітей у віці до 18 років та 0,0 % осіб у віці 65 років та старших.
Цивільне працевлаштоване населення становило 46 осіб. Основні галузі зайнятості: будівництво — 37,0 %, виробництво — 32,6 %, транспорт — 19,6 %, роздрібна торгівля — 10,9 %.